# Pere Sisterè
Pere Sisterè i Faura (Torredembarra, 22 de febrer de 1810 - ? ) va ser un mestre d'aixa català. Membre de la nissaga dels Sisterè, va tenir les seves drassanes al barri de la Barceloneta. D'aquestes instal·lacions van sortir els primers vapors construïts íntegrament a Catalunya: el vapor Remolcador construït el 1849, amb una màquina de vapor dissenyada per l'enginyer Josep White i construïda als tallers de Valentí Esparó, i el vapor Victòria construït el 1855 i presentat a l'Exposició d'Arts Industrials de Barcelona de 1860 com el primer vapor amb hèlixs de l'Estat espanyol. També va construir el bergantí Tibidabo (1851) de 200 tn.